# Ніагара (фільм, 1991)
«Ніагара» — радянський повнометражний художній фільм 1991 року режисера Олександра Візира.
Фільм вийшов в прокат в УРСР у 1991 році з українським дубляжем від Кіностудії Довженка.

## Сюжет
Трагікомічна історія 35-річної натурниці, яка живе в складному й контрастному світі великого міста. Свої невлаштованість, самотність і біль, сподівання на велике кохання та чисті взаємини вона ховає за показною бравадою, куражем та вульгарністю.

## У ролях
- Євдокія Германова — Лариса
- Юрій Євсюков — Аркадій Миколайович (дублює Владислав Пупков)
- Ернст Романов — Іполит Маркович (дублює В. Дорошенко)
- Валерій Ніколаєв — Петро Красновицький
- Марина Сахарова — Женя (дублює Олена Бліннікова)
- Олена Драниш — Олена
- Євген Пашин — Свистихін (дублює себе)
- Наталя Романська — Алла
- Леонід Бакштаєв — Ігор Ігорович
- Ніна Шаролапова — Нонна Іванівна (сусідка)
- Олена Чекан — Ніна Федорівна
- Сергій Пономаренко — офіціант
- Анатолій Барчук — міліціонер
- В епізодах: Микола Гудзь, Георгій Дворников, Ганна Левченко (офіціантка), Юрій Рудченко, Віктор Степаненко, О. Стешенко та інші.

## Творча група
- Режисер-постановник: Олександр Візир
- Автор сценарію: Олексій Головченко
- Оператор-постановник і оператор комбінованих зйомок: Ігор Бєляков
- Художники-постановники: В'ячеслав Єршов, Геннадій Махонін
- Композитор: Михайло Старицький
- Звукооператор: Наталя Серга
- Запис музики: Ігор Нестеренко
- Режисер: В. Сивак
- Оператор: Ю. Юровський
- Грим: М. Волкова
- Художник по костюмах: Світлана Побережна
- Монтаж: Доллі Найвельт
- Редактор: Катерина Шандибіна
- Директор картини: Віктор Циба

## Нагороди
Фільм здобув наступні нагороди:
- 1991 — Київський Міжнародний кінофестиваль «Молодість»: Приз глядацьких симпатій і Приз журі За найкращу жіночу роль Євдокії Германової